# Sheldon Kinser
Sheldon Kinser (ur. 9 grudnia 1942 roku w Bloomington, zm. 1 sierpnia 1988 roku tamże) – amerykański kierowca wyścigowy.

## Życiorys
Kinser rozpoczął karierę w międzynarodowych wyścigach samochodowych w 1974 roku od gościnnych startów w USAC National Sprint Car Series, gdzie odniósł jedno zwycięstwo. Trzy lata później został mistrzem tej serii. W późniejszym okresie Amerykanin pojawiał się także w stawce USAC National Silver Crown, USAC National Championship, CART Indy Car World Series, Indianapolis 500, USAC Gold Crown Championship, USAC Coors Light Silver Bullet Series oraz World of Outlaws.
W CART Indy Car World Series Kinser startował w latach 1979-1980, 1983. Najlepszy wynik Amerykanin osiągnął w 1980 roku, kiedy uzbierane 697 punktów dało mu trzynaste miejsce w klasyfikacji generalnej.